# Hjar Ennhal
Hjar Ennhal (en àrab حجر النحل, Ḥjar an-Nḥal; en amazic ⵃⵊⴰⵔ ⵏⵃⴰⵍ) és una comuna rural de la prefectura de Tanger-Assilah, a la regió de Tànger-Tetuan-Al Hoceima, al Marroc. Segons el cens de 2014 tenia una població total de 9.792 persones.